# Walking Shade
"Walking Shade" er en sang af Billy Corgan, og titlen på den eneste single fra albummet TheFutureEmbrace fra 2005. Billy Corgan har selv skrevet sangen. 
Singlen blev udgivet i sommeren 2005, men blev ikke noget hit, og der kom derfor ikke flere singler fra Billy Corgans første soloplade. 

## B-sider
- Tilt

Tilt er skrevet af Billy Corgan.